# 鮑華富
鮑華富（英語：Dominique Boeuf，1968年6月6日—），前法國騎師，曾四度榮膺法國冠軍騎師殊榮。

## 簡歷
鮑華富是法國籍騎師，於1984年，在法國展開了從騎生涯，並先後於1991、1998、2001、2002年度馬季四度榮膺法國冠軍騎師殊榮。他從騎多年來，在世界各地勝出一級賽，包括：法國、英國、香港及德國等地均贏得一級賽。16歲開始了他的騎師職業生涯。他在1987年成為韋登斯坦家族的首席騎師。

## 在港策騎事跡
鮑華富在2000年1月客串，並即騎「銀星」取得在港首捷。
2003年12月14日，鮑華富策騎「逍遙谷」，勝出香港瓶。而且首次在香港贏一級賽。

## 主要勝出賽事
法國
- 雷鵬錦標（英语：Prix Lupin） - (4) - Groom Dancer (1987)、Epervier Bleu (1990)、Helissio (1996)、Voix du Nord (2004)
- 聖格盧準則大賽（英语：Critérium de Saint-Cloud）  - (6) - Pistolet Bleu (1990)、Glaieul (1991)、Marchand de Sable (1992)、Spadoun (1998)、Goldamix (1999)、Voix du Nord (2003)
- 法國一千堅尼（英语：Poule d'Essai des Pouliches）  - (1) - Danseuse du Soir (1991)
- 森林大賽（英语：Prix de la Forêt）  - (1) - Danseuse du Soir (1991)
- 法國橡樹大賽（英语：Prix de Diane）  - (2) - 雅佳利（英语：Aquarelliste） (2001)、陽光普照（英语：Bright Sky） (2002)
- 紅寶錦標（英语：Prix Vermeille）  - (1) - 雅佳利（英语：Aquarelliste） (2001)
- 歌劇錦標（英语：Prix de l'Opéra）  - (2) - 陽光普照（英语：Bright Sky） (2002)、瑪莉安 (2008)
- 皇家橡樹大賽（英语：Prix Royal-Oak）  - (2) - Mr. Dinos (2002)、西方駿馬（英语：Westerner (horse)） (2003)
- 嘉登大賽（英语：Prix de Cadran） - (2) - 西方駿馬（英语：Westerner (horse)） (2003)、Le Miracle (2007)
- 準則國際賽（英语：Critérium International） - (1) - 希臘小島 (2008)

- 國富大賽（英语：Prix Greffulhe）  - (1) - Epervier Bleu (1988)
- 福伊錦標（英语：Prix Foy） - (2) - Star Lift (1989)、雅佳利（英语：Aquarelliste） (2002)
- 多維爾大賽（英语：Grand Prix de Deauville） - (5) - Borromini (1989)、Robertet (1990)、決策人 (2003)、愛爾蘭井 (2006、2007)
- 鬥牛錦標（英语：Prix Corrida）  - (2) - Ode (1990)、Lexa (1998)
- 巴黎市議會大賽（英语：Prix du Conseil de Paris）  - (2) - Dancienne (1993)、逍遙谷（英语：Vallée Enchantée） (2003)
- 韋士登錦標（英语：Prix Daniel Wildenstein） - (3) - Shaanxi (1995)、特別佳 (2003、2005)
- 邁松拉菲特準則大賽（英语：Critérium de Maisons-Laffitte） - (1) - Touch of the Blues (1999)

- 康特錦標（英语：Prix de Condé）  - (5) - Groom Dancer (1986)、Triteamtri (1987)、Pistolet Bleu (1990)、Celtic Arms (1993)、Rashbag (2001)
- 希度華大賽（英语：Prix d'Hédouville）  - (3) - Robore (1989)、Vert Amande (1992)、Sharp Counsel (1993)
- 傑時錦標（英语：Prix de Guiche） - (1) - Groom Dancer (1987)
- 戰士錦標（英语：Prix Gladiateur）  - (2) - Yaka (1987)、Le Miracle (2006)
- 安特烈巴布安錦標（英语：Prix André Baboin）  - (1) - Vaguely Pleasant (1988)
- 柏斯錦標（英语：Prix Perth）  - (1) - French Stress (1988)、Handsome Ridge (1998)、特別佳 (2002)、Passager (2006)、希臘小島 (2009)
- 埃克斯百里錦標（英语：Prix Exbury）  - (2) - Mansonnien (1990)、雅佳利 (2003)
- 魯力斯大賽（英语：Prix Noailles）  - (3) - Pistolet Bleu (1991)、Helissio (1996)、Super Celebre (2003)
- 花拉錦標（英语：Prix de Flore (horse race)）  - (1) - La Tritona (1991)
- 高山錦標（英语：Prix Djebel）  - (2) - Cardoun (1992)、Greengroom (2001)
- 空中錦標（英语：Prix Fille de l'Air）  - (1) - Halesia (1992)
- 松樹大賽（英语：Prix du Pin） - (1) - Touch of the Blues (2000)
- 水塘錦標（英语：Prix des Réservoirs）  - (2) - High Praise (2002)、Via Milano (2003)
- 先捷錦標（英语：Prix Sigy）  - (1) - Prior Warning (2007)
- 瓦茲省塞納河錦標（英语：Prix de Seine-et-Oise）  - (1) - Dunkerque (2009)

- 奧列音二世大賽（英语：Prix Omnium II）  - (2) - Bigstone (1993)、Iridanos (1999)

 英國
- 薩塞克斯錦標（英语：Sussex Stakes）  - (1) - Bigstone (1993)

- 法爾曼斯錦標（英语：Falmouth Stakes） - (1) - Ronda (1999)

 香港
- 香港瓶 - (1) - 逍遙谷（英语：Vallée Enchantée） (2003)

 德國
- 歐洲大賽（英语：Preis von Europa）  - (1) - Baila Me (2009)

## 成就
- 法國冠軍騎師（英语：French flat racing Champion Jockey） - (4) - (1991、1998、2001、2002年度馬季)